# 신천역 (시흥)
신천역(新川驛, Sincheon station)은 경기도 시흥시 신천동에 위치한 수도권 전철 서해선의 전철역이다.

## 연혁
- 2013년 10월 21일: 사업용 철도노선 고시 및 신천역으로 역명 결정[1]
- 2018년 4월 6일: 철도거리표 고시[2]
- 2018년 6월 16일: 수도권 전철 서해선 개통과 함께 영업 개시[3]

## 승강장
2면 2선의 상대식 승강장을 갖추고 있다. 승강장에는 스크린도어가 설치되어 있다.
| ↑ 시흥대야 |
| \| 하      |
| 신현 ↓     |

| 상행 | ● 수도권 전철 서해선 | 소사 · 김포공항 · 대곡 · 일산 방면 |
| 하행 | ● 수도권 전철 서해선 | 시흥시청 · 초지 · 원시 방면        |

## 역 주변
- 삼미시장
- 신천연합병원
- 대야동행정복지센터
- 시흥전화국
- 롯데마트 시흥점
- 비둘기공원
- 시흥대야어린이도서관
- 금모래초등학교
- 시흥소방서
- 은행119안전센터
- 은행근린공원
- 현진공원
- 소래고등학교
- 소래중학교
- 신천파출소
- 신천공원
- 신천초등학교
- 신천중학교
- 창조자연사박물관
- 신천도서관
- 운연역[4]

## 사진

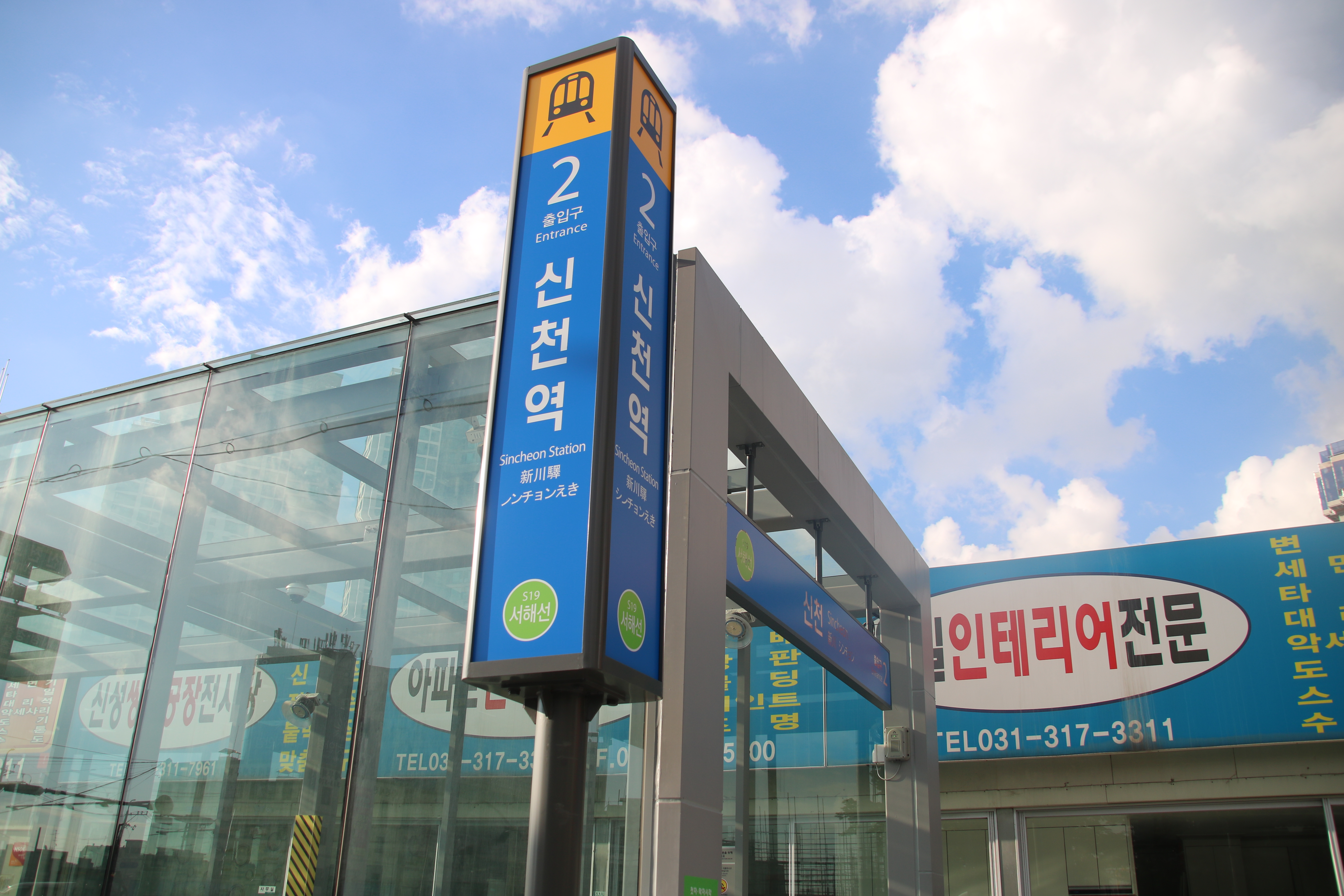
2번 출입구
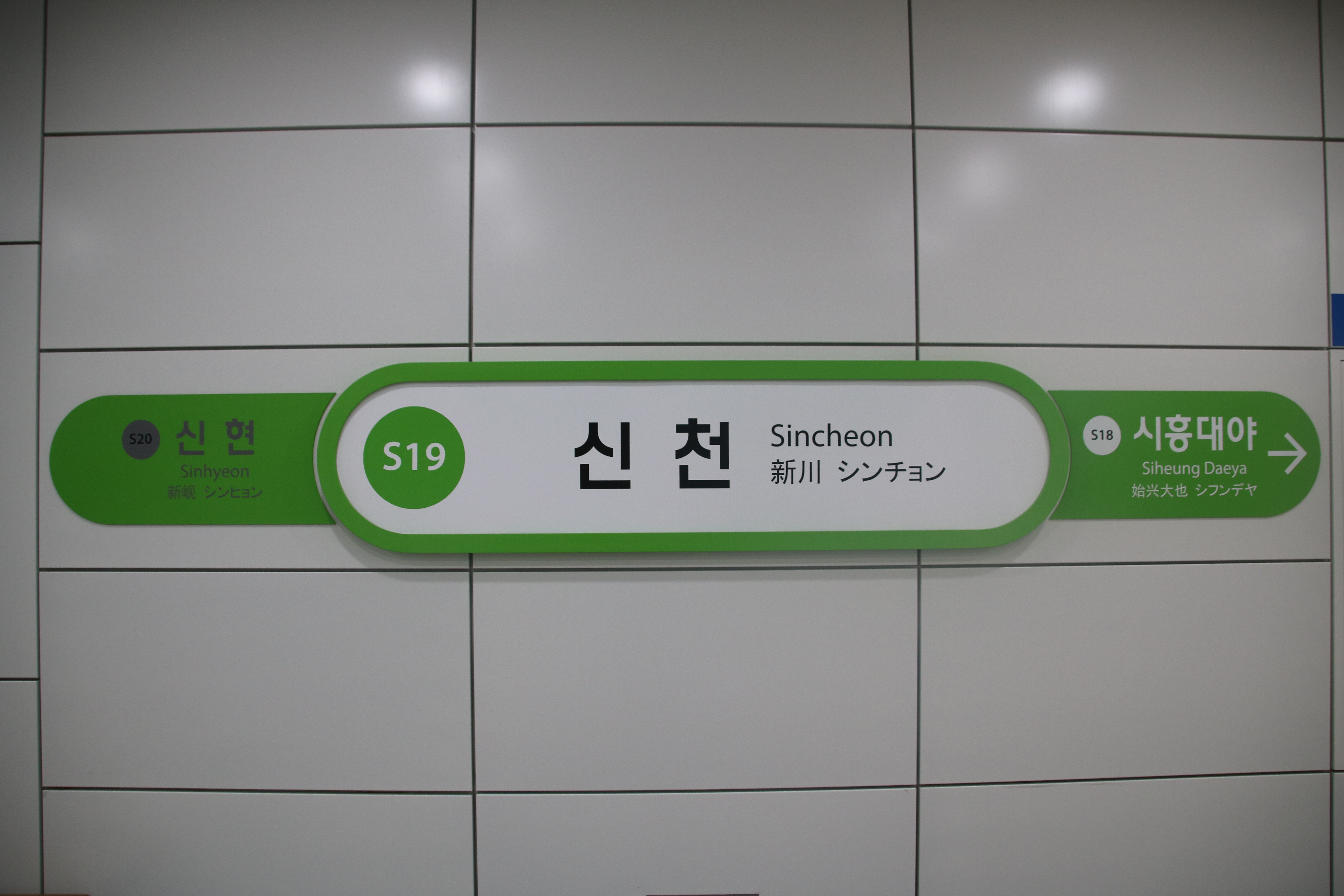
역명판

## 이용객 변동
| 노선   | 일평균 인원수 (명/일) | 일평균 인원수 (명/일) | 일평균 인원수 (명/일) | 일평균 인원수 (명/일) | 일평균 인원수 (명/일) | 각주  |
| 노선   | 2018년                | 2019년                | 2020년                | 2021년                | 2022년                | 각주  |
| ------ | --------------------- | --------------------- | --------------------- | --------------------- | --------------------- | ----- |
| 서해선 | 9,633                 | 11,551                | 9,727                 | 1,389                 | 1,467                 | [ 5 ] |

## 인접한 역
| 수도권 전철 서해선     | 수도권 전철 서해선   | 수도권 전철 서해선 |
| ---------------------- | -------------------- | ------------------ |
| S18 시흥대야 일산 방면 | ● 수도권 전철 서해선 | S20 신현 원시 방면 |